# 祭公谋父
祭公谋父（？—？），姬姓，祭氏，字谋父，周公旦后裔，西周时期的卿士。谏阻周穆王征伐犬戎，惟周穆王不听劝告執意出征。戰後擒其五王，得犬戎进贡四只白狼、四只白鹿而歸，卻致日後荒服地区诸侯不再朝见。